# 岩松昌純
岩松 昌純（いわまつ まさずみ、文明1年（1485年） - 享禄2年（1529年））は、戦国時代の武将。上野国金山城主。岩松氏。

## 経歴
文明17年（1485年）、岩松尚純の子として生まれる。
父が家臣の横瀬景繁と対立して強制隠居させられると、横瀬氏により後釜として擁立されて当主となった。しかし若年の上、当主に就いた経緯などから横瀬氏の傀儡でしかなかった。
このため、主導権を取り戻すべく横瀬泰繁と対立する。享禄2年（1529年）、泰繁を討とうとした計画が露見して泰繁の反撃を受け、その軍勢によって逆に殺された。享年45。
昌純の死後、泰繁はその子・岩松氏純（弟の説もある）を和睦した上で擁立している。